# Dyschoriste albiflora
Dyschoriste albiflora är en akantusväxtart som beskrevs av Gustav Lindau. Dyschoriste albiflora ingår i släktet Dyschoriste och familjen akantusväxter. Inga underarter finns listade i Catalogue of Life.